# Pecorino (Käse)

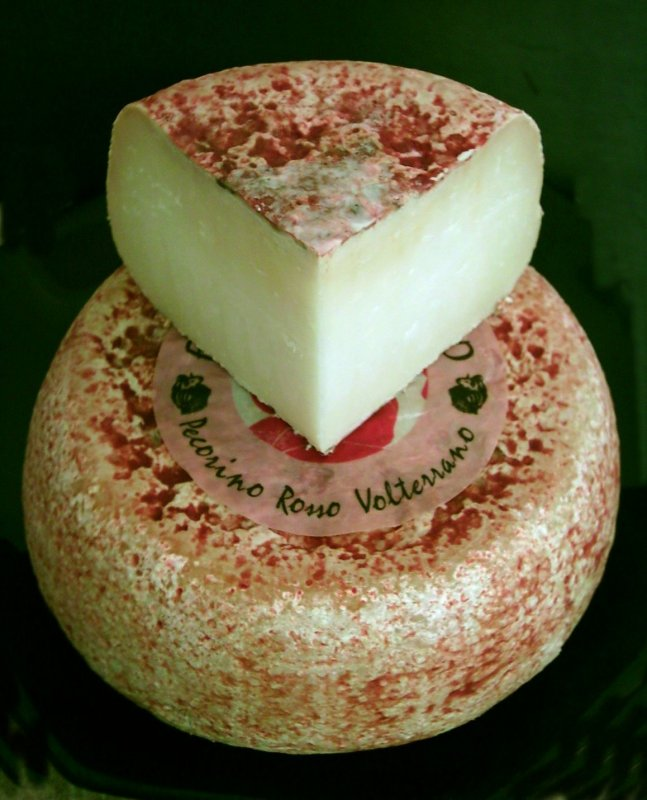
Pecorino Rosso Volterrano

Pecorino (von italienisch pecora‚ Schaf; Plural dt.: Pecorinos) ist ein italienischer Käse, der ursprünglich aus reiner Schafmilch hergestellt wurde. Heute gibt es auch preisgünstigere Sorten, denen Kuh- oder Ziegenmilch beigemischt ist.
Pecorino ist eine Sammelbezeichnung für verschiedene Schafmilchkäse. Jede Region Italiens kennt eigene Varianten des Pecorino, einige davon können auf eine lange Geschichte zurückblicken; vier Typen (mit z. T. verschiedenen Untersorten z. B. Pecorino Romano del Lazio) unterliegen mit ihren jeweiligen Namen als geschützte Ursprungsbezeichnung besonderem Schutz und sind genau definiert.

## Geschichte
Der Pecorino Romano stammt aus dem mittelitalienischen Latium. Später wurde die Kunst der Herstellung auch in andere Gegenden weitergegeben, so dass „romano“ heute mehr die Machart bezeichnet, während nur noch ein kleinerer Teil des Käses aus der Gegend von Rom kommt und größere Mengen aus anderen Gegenden, vor allem aus Sardinien wie auch der jüngere Pecorino Sardo. Auch auf Sizilien werden seit griechischer Zeit Pecorinos gekäst. Bei manchen billigeren Käsen wird Kuhmilch beigemischt, reine Schafmilchkäse tragen den Zusatz tutto di latte di pecora oder pecora completo. Im Jahre 1955 erhielten zwei Sorten (Pecorino romano und Pecorino Siciliano) das DOP-Siegel und damit Ursprungsschutz, 1986 dann der Pecorino Toscano und 1991 schließlich der Pecorino sardo. Für diese vier (siehe Kapitel „Varianten“) gilt seit 1996 EU-weit der PDO-Schutz. Da Pecorino alleine keine geschützte Bezeichnung ist, findet man heute auch Pecorino aus Deutschland und vielen anderen Ländern auf dem Markt.

## Herstellung und Eigenschaften
Pecorino wird aus

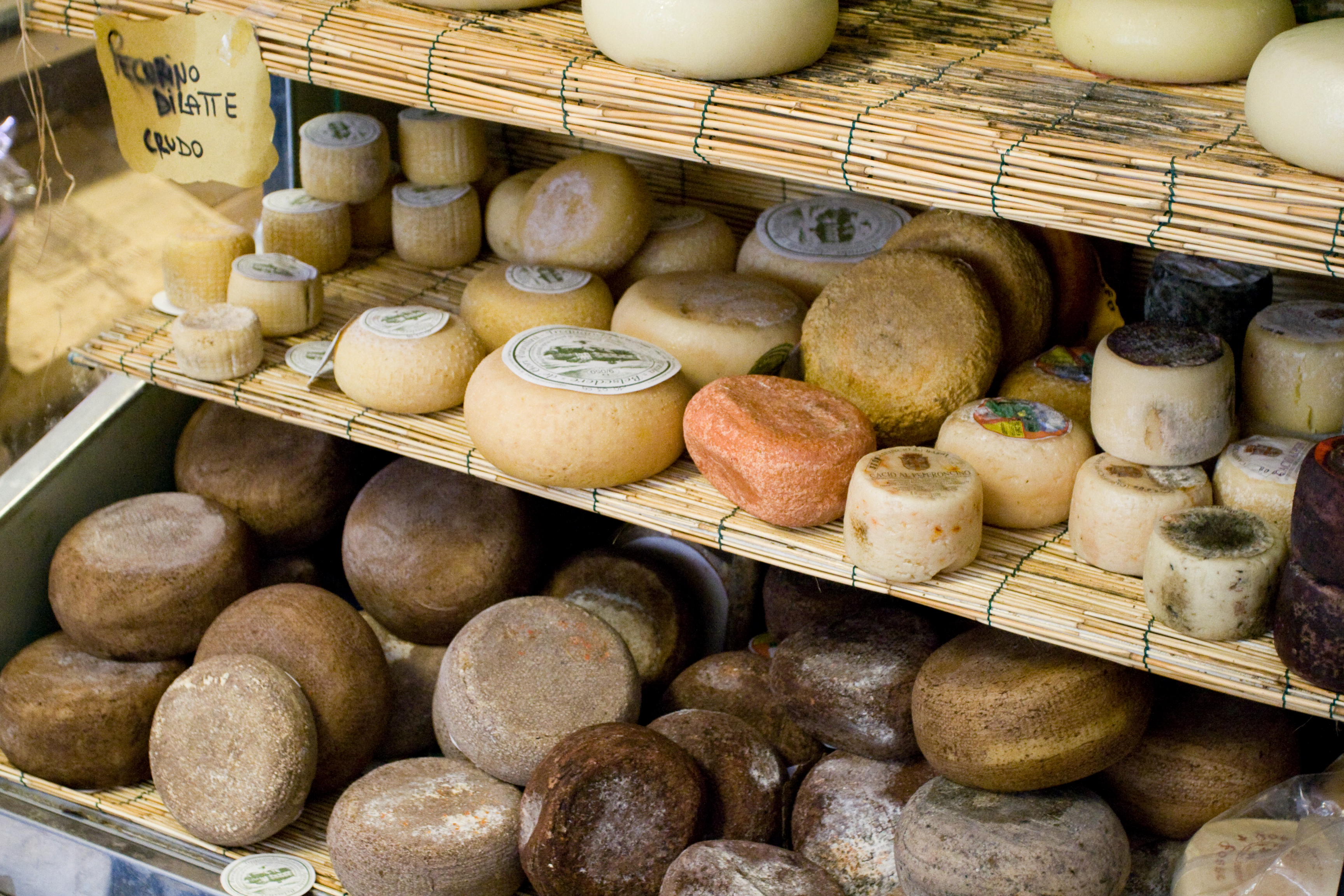
Pecorino-Varianten in San Quirico d’Orcia

Rohmilch hergestellt, wobei das Lab aus Zicklein- und Lammmägen zu der 36 bis 38 °C erwärmten Milch gegeben wird. Die Gerinnungszeit beträgt eine Dreiviertelstunde. Anschließend wird die Gallerte geschnitten und der Käsebruch je nach Käsevariante unterschiedlich stark erhitzt und kräftig gerührt, bis er genügend Molke abgegeben hat, um das Produkt anschließend in spezielle Korbformen zu schütten, wo der Teig zusammenwächst und der für das spätere charakteristische Korbabdruckmuster sorgt. Nun werden die Rohkäselaibe in erhitzte Molke getaucht und durch kochende Salzlauge gezogen oder trocken eingesalzen, um ihn länger haltbar zu machen.
Pecorino wird frisch, mittelreif und durchgereift gehandelt, bei einer Reifezeit von drei Monaten bis zu einem Jahr. Der kompakte Teig, der teilweise kleine Löcher aufweisen kann, ist beim frischen Käse weiß und strohgelb nach der Reifung. Ebenso dunkelt die ursprünglich strohgelbe Rinde mit der Zeit nach. Die Laibe wiegen normalerweise zirka zwei Kilogramm. Der junge, „frische“ Käse ist vergleichsweise weich und schmeckt sehr mild; mit zunehmendem Alter und Reife wird er härter, und der Geschmack intensiver und pikanter. Allen Pecorinos gemeinsam ist eine nussartige Note und die zitronige Würze von Schafkäse. Geschmack und Eigenschaften sind dem Parmigiano Reggiano nicht unähnlich, der indes aus Kuhmilch hergestellt wird.
Bei der Herstellung des Pecorino verbleiben rund 90 Prozent Molke, woraus Ricotta hergestellt wird.

## Varianten
Es gibt zahlreiche Varianten des Pecorino. Ursprünglich wurde er aus reiner Schafmilch hergestellt, erkenntlich an der Ergänzung pecora completo oder tutto di latte di pecora. Weiterhin erhält man Pecorino in verschiedenen Reifegraden, zum anderen gibt es diverse regionale Varianten, wie eine sardische Frischkäse-Variante, geräucherte oder mit Tomatenmark gebürstete Arten. Andere Käsevarianten werden geölt und mit Holzkohle eingerieben. Anfang 2021 waren folgende Sorten mit geschütztem Ursprung bei der EU registriert:

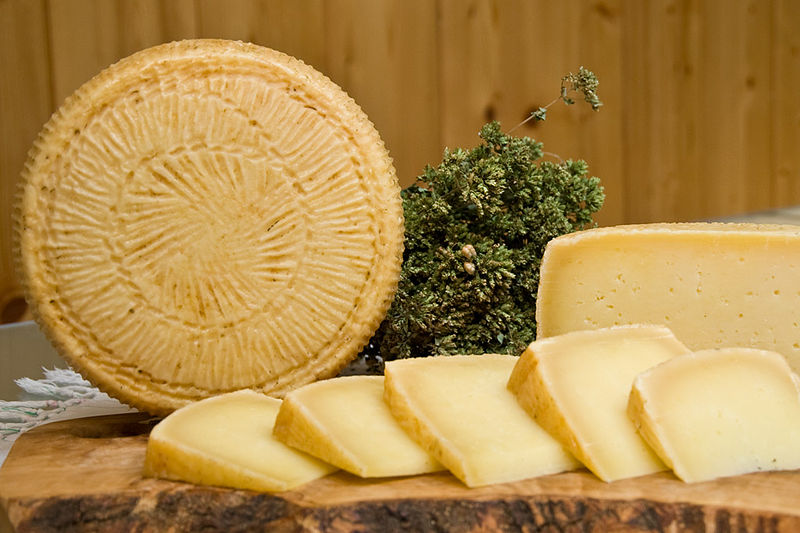
Pecorino di Filiano

- Pecorino del Monte Poro
- Pecorino delle Balze Volterrane
- Pecorino Crotonese
- Pecorino di Picinisco
- Pecorino di Filiano

Und außerdem:

### Pecorino Romano, DOP
Dieser Käse hat eine lange Tradition und wird aus 100 % Schafsmilch hergestellt. Er schmeckt aromatisch und sehr würzig. Der Teig ist weiß oder pergamentfarben mit dichter, schwerer Struktur und dünner, elastischer, weißer oder brauner Rinde. Ein alter, durchgereifter Pecorino romano ist äußerst fest und von typischen Käsekristallen durchsetzt, er kann ausgeprägt pikant und salzig schmecken. Im 18. Jahrhundert brachten ausgewanderte Käsemeister das Rezept nach Sardinien, seither wird die größte Menge an Romano dort gekäst. Die Bezeichnung des Pecorino Romano kann durch die Angabe eines genaueren Herkunftslogos („Pecorino Romano del Lazio“ oder „Prodotto in Sardegna“ oder „Prodotto in Grosseto“) ergänzt werden. Pecorino Romano dient gleichermaßen als Tafel- wie als Reibkäse.

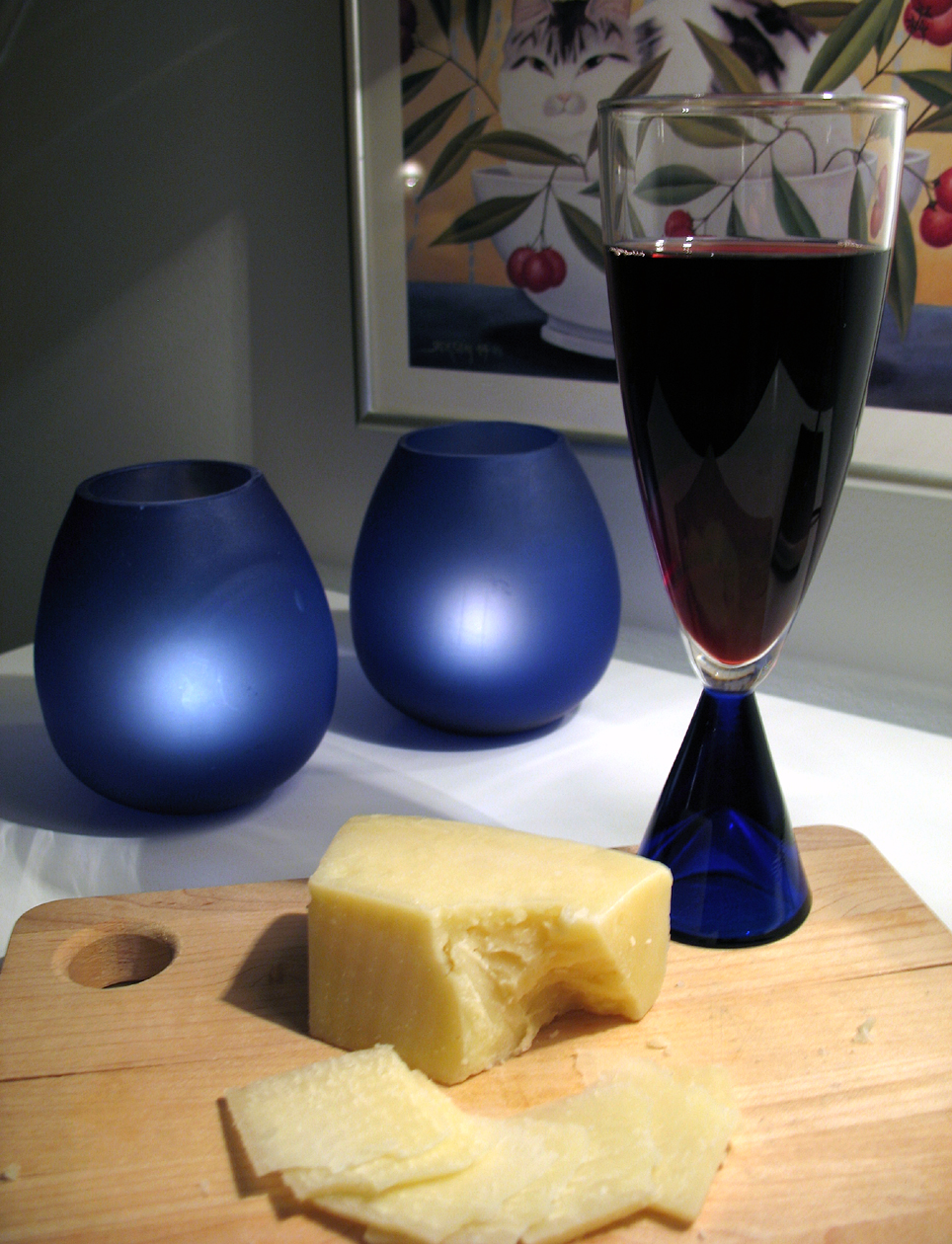
Pecorino Romano

| Pecorino Romano, PDO/DOP |                                                                                      |
| Herkunft                 | Italien (Roma, Rieti, Viterbo, Latina, Grosseto, Cagliari, Nuoro, Oristano, Sassari) |
| Milch                    | Schaf/Vollmilch                                                                      |
| Behandlung               | Rohmilch oder thermisiert                                                            |
| Käsegruppe               | Hartkäse                                                                             |
| Fett i. Tr.              | mindestens 36 %                                                                      |
| Fett absolut             | 31 %                                                                                 |
| Eiweiß absolut           | 25 %                                                                                 |
| Calcium                  | 900–950 mg/100 g                                                                     |
| Maß/Gewicht              | zylindrisch, Durchmesser 25–35 cm, Höhe 25–40 cm / 20–35 kg                          |
| Reifezeit                | min. 8 Monate (geriebener), min. 5 Monate (ungeriebener)                             |
| Zertifizierung           | DOP seit 30. Oktober 1955, PDO seit 12. Juni 1996                                    |

### Pecorino Sardo, DOP
Pecorino Sardo, DOP, nach dem Romano und dem Fiore Sardo der dritte große Schafkäse von Sardinien, ist verhältnismäßig jung. Hergestellt aus Rohmilch oder semicotto (hierbei wird zur Verlängerung der Haltbarkeit der junge Käselaib kurz in kochende Salzlake getaucht) wird er in zwei Typen gehandelt: als dolce mit grünem Etikett reift er kürzer und hat einen weichen Teig, man reicht ihn frisch als Tafelkäse oder verwendet ihn in der Küche; als maturo mit blauem Etikett reift er länger und wird manchmal zusätzlich geräuchert, ist vergleichsweise hart, salzig und trocken mit zäher, gelblich-weißer Rinde. Dieser Typ ist ein optimaler Reibekäse.
Neben den beiden offiziellen Varianten gibt es den so genannten „Casu marzu“, wörtlich: ‚verdorbener/fauler Käse‘, eine überreife Art des Pecorino sardo, der lebende Maden enthält und auf Sardinien als besondere Spezialität gilt. Der Verkauf dieses Käses war längere Zeit illegal, weil befürchtet wurde, dass die Fliegeneier und die daraus schlüpfenden Maden, die sich von dem Käse ernähren und ihn durch ihre Ausscheidungen fermentieren, Krankheiten übertragen könnten. 
| Pecorino Sardo, PDO/DOP |                                                             |
| Herkunft                | Italien (Cagliari, Nuoro, Oristano, Sassari)                |
| Milch                   | Schaf/Vollmilch                                             |
| Behandlung              | k. A.                                                       |
| Käsegruppe              | Hartkäse                                                    |
| Fett i. Tr.             | 40 %                                                        |
| Calcium                 | k. A.                                                       |
| Maß/Gewicht             | zylindrisch, Durchmesser 24–26 cm, Höhe 15–16 cm / 1,5–9 kg |
| Reifezeit               | 3–6 Monate                                                  |
| Zertifizierung          | DOP seit 4. November 1991, PDO seit 1. Juli 1996            |

### Pecorino Siciliano, DOP
Der Käse war schon in der griechischen Periode auf Sizilien bekannt. Nach 4–8 Monate dauernder Reife hat der Rohmilchkäse einen harten, kompakten Teig mit intensivem Aroma. Je nach Herstellungsort gibt es verschiedene Unterarten, von denen die meisten sich gleichermaßen für die Tafel wie die Küche eignen. Die Rinde ist gelblich-weiß mit eingeprägtem Siegel des Käsemeisters. Jung und ungesalzen bezeichnet man ihn als Tuma, dieser Typ wird bereits am ersten Tag nach der Herstellung genossen, ist ganz weich und cremig und schmeckt sehr delikat. Nach dem Salzen heißt er Primo Sale, gegen Ende der bis zu zwei Jahre dauernden Reife nennt man ihn dann Canistratu (auch Canestrato oder Incanestrato) nach der typischen Form und Musterung, die durch die Körbe (ital. canestre) entsteht, in denen er reift. Er schmeckt dann sehr würzig und salzig-scharf. Ein weiterer lange gereifter Typ des Pecorino Siciliano ist der Tumazzu. Hier wird der Käse zusätzlich mit Pfefferkörnern oder Safran versetzt, um den charakteristischen scharfen Geschmack zu unterstreichen.
| Pecorino Siciliano, PDO/DOP |                                                                                              |
| Herkunft                    | Italien (Catania, Enna, Trapani, Caltanissetta, Palermo, Ragusa, Syrakus, Messina, Agrigent) |
| Milch                       | Schaf/Vollmilch                                                                              |
| Behandlung                  | k. A.                                                                                        |
| Käsegruppe                  | Frischkäse bis Hartkäse                                                                      |
| Fett i. Tr.                 | k. A.                                                                                        |
| Calcium                     | k. A.                                                                                        |
| Maß/Gewicht                 | zylindrisch, Durchmesser ca. 35 cm, Höhe 10–18 cm / 4–12 kg                                  |
| Reifezeit                   | ungereift bis 2 Jahre                                                                        |
| Zertifizierung              | DOP seit 30. Oktober 1955, PDO seit 12. Juni 1996                                            |

### Pecorino Toscano, DOP
Pecorino Toscano, DOP geht auf etruskische Käsekunst zurück und kommt heute vor allem aus der Toscana und den Provinzen Perugia und Viterbo. Zu den Liebhabern dieses Käses zählten angeblich Papst Pius III. und Lorenzo de Medici. Die Reifezeit liegt zwischen 20 Tagen für den Typ tenero und vier Monaten für den Typ a pasta dura. Je nachdem ist der Teig weich bis halbhart, von weiß-gelblicher Farbe und fester Struktur. Sein angenehmer intensiver und sehr charakteristischer Duft unterscheidet sich von der scharfen Würze der anderen Pecorinos, er schmeckt nach langer Reife weich und fast süßlich, mit aromatischer Würze. Seine Rinde ist gelb in Tönen, von goldgelb bis pergamentfarben. Er wird meist jung und kaum gereift, wenn er noch fast cremig ist, als Tafelkäse genossen, kann aber ebenso gut altern und als Reibkäse verwendet werden.

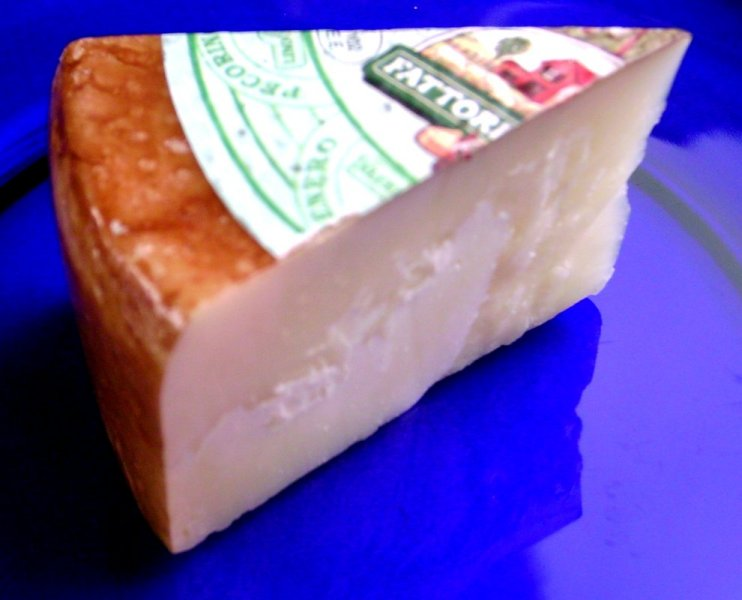
Pecorino Tenero

| Pecorino Toscano, PDO/DOP | |
| Herkunft                  | Italien (Arezzo, Pisa, Massa Carrara, Livorno, Grosseto, Firenze, Prato, Lucca, Pistoia, Siena, Terni, Perugia, Viterbo) |
| Milch                     | Schaf/Vollmilch |
| Behandlung                | k. A. |
| Käsegruppe                | halbfester Schnittkäse – Hartkäse                                                                                        |
| Fett i. Tr.               | k. A. |
| Calcium                   | k. A. |
| Maß/Gewicht               | zylindrisch, Durchmesser 15–22 cm, Höhe 7–11 cm / 1–3 kg                                                                 |
| Reifezeit                 | 20 Tage bis 4 Monate |
| Zertifizierung            | DOP seit 17. Mai 1986, PDO seit 1. Juli 1996                                                                             |

### Weitere
- Pecorino fresco hat einen ungereiften, weißen Teig, ist eher krümelig und schmeckt recht mild und fein-säuerlich.
- Pecorino senese, ebenfalls aus der Toskana, wird mit Tomatenpüree abgebürstet.

## Verwendung
Jungen Pecorino reicht man gerne als Bestandteil einer Käseplatte oder verzehrt ihn mit Olivenbrot, Radicchio und Eiertomaten als Imbiss. In Seadas wird er als Teil einer Süßspeise verwendet. In Scheiben geschnitten wird er häufig mit Streifen von getrockneten Tomaten angerichtet und mit Olivenöl extra vergine beträufelt serviert. Gereifter Pecorino dient vor allem als Reibkäse und findet in vielen Gerichten der süditalienischen Küche Verwendung; sein pikantes Aroma würzt unter anderem Füllmassen für Pilze, Tomaten und anderes Gemüse. Ein gut ausgebauter Rotwein ist ein beliebtes Begleitgetränk für alle Pecorinos. Pecorino ist außerdem Hauptzutat im römischen Nudelgericht Cacio e pepe (übers. Käse und Pfeffer).